# Волонго
Волонго, Волонґо (італ. Volongo) — муніципалітет в Італії, у регіоні Ломбардія,  провінція Кремона.
Волонго розташоване на відстані близько 410 км на північний захід від Рима, 95 км на схід від Мілана, 23 км на північний схід від Кремони.
Населення — 535 осіб (2014).

## Демографія
Населення за роками:

Станом на 1 січня 2023 року в муніципалітеті офіційно проживало 47 іноземців з 10 країн, серед них 7 громадян країн Євросоюзу та 2 громадяни України.

## Сусідні муніципалітети
- Казальромано
- Фієссе
- Гамбара
- Ізола-Доварезе
- Остіано
- Пессіна-Кремонезе